# Überschlagendes Vorgehen

Schema der Bewegungsabfolge

Überschlagendes Vorgehen ist die militärische Bezeichnung für eine bestimmte Art der Truppenbewegung. Dabei geht jeweils ein Teil – gewöhnlich etwa eine Hälfte der zu bewegenden Truppen – soweit vor, dass die zurückbleibenden Kräfte ihn erforderlichenfalls mit Feuer unterstützen können. Danach bezieht dieser Teil Stellungen, sichert das Nachziehen der zurückgebliebenen Kräfte bis auf die eigene Höhe und ihr weiteres Vorgehen, soweit er sie mit Feuer unterstützen kann. Die vorgehenden Kräfte überholen sich also ständig gegenseitig. Im Gegensatz dazu wird ein Vorgehen, bei dem immer nur bis auf Höhe des sichernden Teils nachgezogen wird, als Raupenartiges Vorgehen bezeichnet.
Überschlagendes Vorgehen wird nicht nur von Kampftruppen (Infanterie, Panzertruppe) angewendet, sondern auch von Flugabwehrtruppen oder Artillerie. Bei diesen bezeichnet es ein Verfahren, bei dem immer ein Teil der Kräfte feuerbereit ist, während der andere sich in die nächste Stellung bewegt.
Überschlagendes Vorgehen lässt sich in allen Gefechtsarten anwenden.